# 戸塚啓
戸塚啓（とつか けい、1968年 - ）はフリーのスポーツライター。大宮アルディージャの公式ライター、東京工学院専門学校の講師でもある。神奈川県出身。

## プロフィール
法政大学第二高等学校卒業後、法政大学法学部へ進学。卒業後、1992年より『週刊サッカーダイジェスト』編集者。1998年フリーのスポーツライターとなる。ちなみに、金子達仁は高校・大学、『サッカーダイジェスト』編集部時代の先輩であり、フリーとなった現在でも共に仕事をする機会が多い。金子達仁オフィシャルサイト「拳組」では「専務」の肩書きでコラムを掲載している。また、中西哲生などと親交がある。
現在、多くのスポーツ誌の連載で活躍している。『ヤングアニマル』『FORM』などに連載を持ち、『Sports Graphic Number』（文藝春秋）『VS.』（光文社）『R25』（リクルート）『Footival』（講談社）などでも執筆するなど活躍は多岐にわたる。また、大宮アルディージャの公式ライターの1人でもあり、大宮の公式ホームページでも試合総評を書いている。サッカーライターのイメージが強いが、野球についてのルポも書いている。
なお、大のバルセロニスタ（FCバルセロナのファン）であり、かつてはJ SKY SPORTS（現J SPORTS）でリーガ・エスパニョーラの解説を務めていた。モンジュイック（RCDエスパニョールのホームスタジアム）で陸上トラックからレポートを行ったこともある（現地スタッフの手違いでカメラマンとして登録されていたため）。

## 著書
- 魂の叫び―J2聖戦記（金子達仁・中西哲生との共著、幻冬舎）1999年12月刊　ISBN 4877283498
  - 文庫版 2002年4月刊　ISBN 4344402162
- ベンゲル・ノート（中西哲生との共著、幻冬舎）2002年5月刊　ISBN 4344002016
- 2002年6月4日―勇者が聞いた凱旋行進曲（角川書店）2002年7月刊　ISBN 4048837559
- ミスターレッズ 福田正博（ネコパブリッシング）2003年6月刊　ISBN 4777050017
- 青の進化―サッカー日本代表ドイツへの道（角川文庫）2006年4月刊　ISBN 4043823010
- 青の群像―サッカー日本代表クロニクル1992〜2007（ソニー・マガジンズ）2007年12月刊 ISBN 4789732177
- マリーシア（光文社新書）2009年1月刊 ISBN 4334034918
- 新・サッカー戦術論（成美堂出版）2009年5月刊 ISBN 4415308422
- 世界に一つだけの日本のサッカー―日本サッカー改造論（出版芸術社）2010年3月刊 ISBN 4882933896
- 覚醒せよ、日本人ストライカーたち　日本は本当にフォワード不毛の地なのか（朝日新聞出版）2010年9月刊 ISBN 4021902147
- 不動の絆 ベガルタ仙台と手倉森監督の思い（角川書店）2011年12月刊　ISBN 4041100798
- 僕らはつよくなりたい　東北高校野球部震災の中のセンバツ（幻冬舎）2012年3月刊　ISBN 4344021576
- 惨敗の理由 (角川書店) 2014年12月　ISBN 4041023971
- 低予算でもなぜ強い? 湘南ベルマーレと日本サッカーの現在地（光文社新書）2015年3月刊　ISBN 978-4334038496
- サッカーU-23 伝説の始まり（洋泉社）2016年5月刊　ISBN 4800309417
- 必ず、愛は勝つ! 車イスサッカー監督 羽中田昌の挑戦（講談社）2017年5月刊　ISBN 4062205866
- 日本サッカー代表監督総論（双葉社）2018年9月　ISBN 4575313920

## 漫画原作
- フットボールほど素敵な商売はない!!　作画：岡村賢二（集英社・ヤングジャンプコミックス全2巻）
- 誰がために 〜黒田博樹物語〜　「原案協力・取材」名義。漫画：吉原基貴、協力：広島東洋カープ（白泉社・『ヤングアニマル』および『ヤングアニマルDensi』掲載・単行本未収録）

## 出演番組
- 大宮アルディージャ・エキサイトマッチ（テレビ埼玉）解説
- Jリーグ（J2）中継（スカイパーフェクTV!・J SPORTS）解説
- Jリーグナイト!（スカイパーフェクTV!）コメンテーター